# Elixir (język programowania)
Elixir – funkcyjny i współbieżny język programowania stworzony w 2012 roku przez José Valima. Programy napisane w Elixirze uruchamiane są na maszynie wirtualnej Erlanga cechującej się m.in. możliwością tworzenia małym kosztem bardzo wielu procesów.
Model współbieżności w Elixirze, podobnie jak w Erlangu, bazuje na modelu aktorów. Ze względu na swoją funkcyjną naturę kładzie nacisk na rekurencję oraz funkcje wyższego rzędu, zamiast konstrukcji znanych z paradygmatów imperatywnych, jak np. pętle.

## Ekosystem
IEx (Interactive Elixir) to REPL dla języka. Można w nim przetestować interaktywnie jego możliwości, bez zapisywania plików z kodem i uruchamianiem kompilatora.
Hex – repozytorium bibliotek dla języka oraz narzędzie do rozwiązywania i pobierania zależności.
Mix jest narzędziem do wykonywania zautomatyzowanych zadań, takich jak kompilacja, uruchomienie testów automatycznych, pobranie zależności dla projektu itd. (przy pomocy Hexa)
Phoenix jest frameworkiem do budowania aplikacji internetowych, porównywanym niekiedy do Ruby on Rails.